# Слепило (роман)
Слепило (порт. Ensaio sobre a cegueira, 1995) роман је португалског књижевника и нобеловца Жозеа Сарамага. 

## О књизи
Написан у традицији антиутопијске књижевности, роман настоји да истражи праве димензије хуманости и друштвених институција света у коме живимо. Заплет започиње изненадном појавом епидемије слепила, услед којег становници једне земље губе вид. Ослепели јунаци суочени су најпре са суровом друштвеном изолацијом, да би потом и њихова властита хуманост и солидарност прошла кроз тешке пробе. Исход је крајње песимистичан; уместо величине људског духа пред читаоцем се помаља идеја о ништавности свих хуманих обзира и вредности. Све што преостаје јесте пука жеља да се по сваку цену преживи, ма како тај тако задобијени живот изгледао и ма колико он био понижавајући. А херојство, када га има, не припада нити заједници нити њеним установљеним институцијама. Оно је, пре свега, усамљено дело појединца, и једина права нада у свету који незаустављиво хрли ка пропасти.

## Екранизација
На основу романа снимљен је истоимени филм у режији Фернандуа Мејрелиша са Џулијаном Мур, Денијем Гловером, Марк Рафалом и Гаелом Гарсијом Берналом.

## Рекли су о књизи
„Парадоксално, слепило у Сарамаговом роману је алегорија о неспособности да се види. Шта тачно треба да видимо, шта Сарамаго, као човек и писац који је прошао кроз диктатуре и револуције, страхује да заправо гледамо а не видимо – налази се на свакој страници ове књиге и не може се препричати.“ 

Ендру Милер, The New York Times